# Camillina metellus
Camillina metellus är en spindelart som först beskrevs av Roewer 1928.  Camillina metellus ingår i släktet Camillina och familjen plattbuksspindlar. Inga underarter finns listade.